# Pestrechinsky (distrito)
Pestrechinsky é um distrito do Tartaristão, uma das repúblicas da Rússia.